# Barra do Turvo
Barra do Turvo – miasto i gmina w Brazylii, w stanie São Paulo. Znajduje się w mezoregionie Litoral Sul Paulista i mikroregionie Registro.